# Julia Huarque
Julia Natividad Huarque Rodríguez (nacida el 25 de diciembre de 1950, secuestrada el 8 de junio de 1976) es una física y docente de nacionalidad argentina, que fue detenida desaparecida en Argentina durante la dictadura cívico-militar autodenominada Proceso de Reorganización Nacional, que gobernó de facto argentina entre 1976 y 1983. Fue registrada bajo el Legajo N.º 7470 y, a causa de su secuestro, su madre Nélida Manuela Rodríguez de Huarque fue una de las Madres de la Plaza 25 de Mayo.

## Formación
Huarque realizó sus estudios secundarios en el Colegio Normal 2 de Rosario, Provincia de Santa Fe.Estudió luego la Licenciatura en Física en la Universidad Nacional de Rosario (UNR) en la misma provincia, obteniendo el título el 19 de marzo de 1976 luego de presentar una tesina teórica sobre física atómica.  Realizó luego una estadía en París, Francia, donde buscaba realizar su doctorado, recomendada por Juan Alberto Mignaco, entonces Presidente de la Asociación Física Argentina. 

## Secuestro y desaparición
Julia Huarque fue secuestrada de su domicilio en horas de la noche, el 08/06/1976. Según el Informe de inteligencia Número 3066, con fecha 15 de junio de 1976: "En la madrugada de hoy, cuatro NN se apersonaron en el domicilio de calle Pellegrini 652 piso 12, Dto. 3 habitado por Julia Natividad Huarque, arg. 25 años y su madre Nélida Rodríguez, argentina. 61 años, que tras intimidarlas, requisaron y sustrajeron del citado Dpto. $ 300 y el aparato telefónico. Los mismos se dieron a la fuga llevándose a Julia Natividad Huarque. Se radicó denuncia del hecho en la seccional 15” 

## Búsqueda
La madre de Julia Huarque, conocida como Nelly Huarque, emprendió la búsqueda de su hija al día siguiente de su desaparición y no se detuvo hasta su propio fallecimiento.“Estuvo ayer en este diario la señora Nélida Rodríguez de Huarque para hacer conocer la desaparición de su hija Julia Natividad, Licenciada en Física. La señora de Huarque señaló que la citada profesional fue sacada de su hogar en la madrugada del 8 del actual por personas desconocidas que a la vez registraron toda la vivienda. Cabe destacar que en esos momentos se encontraban entregadas al reposo. Señaló que efectuó la denuncia en la comisaría 1º, en la jefatura de policía, el arzobispado y el rectorado de la universidad. Asimismo presentó un recurso de hábeas corpus en el Juzgado Federal”.El entonces arzobispo Guillermo Bolatti recibió a dos madres: Nelly Huarque, junto a Norma Vermeulen, a quienes les reconoció que muchos de sus hijos habían sido asesinados.
Nelly Huarque fue una de las fundadoras de la Asamblea Permanente por los Derechos Humanos (APDH) filial Rosario.

## Reconocimientos y homenajes
Julia Huarque recibió múltiples homenajes en la comunidad educativa y académica. "Julia era una persona muy apreciada por sus valores éticos y por la dedicada contracción al trabajo, tanto como incipiente investigadora como en su labor de auxiliar de docencia. El anfiteatro del Departamento de Física lleva desde la restauración de la democracia el nombre de Eduardo Pasquini y el principal laboratorio de docencia el de Julia Huarque. En el hall de entrada a la Facultad una placa recuerda los nombres de 28 víctimas del terror de estado" Huarque es considerada una de los "desaparecidos de la Vigil", lista elaborada por socios de la Biblioteca Vigil de Rosario a partir de cruzar sus datos con los archivos de la CONADEP, buscando "un sincero reconocimiento y homenaje hacia estos actores institucionales".En 2018, Huarque fue una de las once exalumnas del Normal 2 de Rosario que fueron desaparecidas o asesinadas en la dictadura, cuyos legajos fueron restaurados y entregados a familiares.
El nombre de Huarque figura en el espacio de memoria de la Asociación Física Argentina, entidad de la cual fuera miembro.